# 罗莎·孔德
罗莎·孔德·古铁雷斯·德尔阿拉莫（西班牙語：Rosa Conde Gutiérrez del Álamo，1947年9月7日—）是西班牙社会学家。1988年至1993年担任西班牙政府发言人。是当时内阁中少有的女性人物之一。

## 生平
1947年出生于马拉加省龙达。在哈恩长大。1971年毕业于马德里康普顿斯大学政治学专业，留校执教。1980年起在社会学研究中心担任选举事务顾问。
1987年3月11日接替胡利安·圣玛丽亚成为社会学研究中心主任，任期至1988年7月。她也成为该机构设立以来的首位女性主任。
1988年7月在冈萨雷斯内阁中出任政府发言人。1993年7月由阿尔弗雷多·佩雷斯·鲁瓦尔卡瓦接替。之后担任首相府总秘书，任期至工人社会党输掉大选的1996年。
2004年至2012年3月担任卡罗利纳基金会主席。这是一个致力于促进西班牙和拉丁美洲之间教育科学合作交流的组织 。

## 荣誉
- 大十字级卡洛斯三世勋章（1993年）[7]